# Comuna Boholiubî, Luțk
Boholiubî (în ucraineană Боголюби) este o comună în raionul Luțk, regiunea Volînia, Ucraina, formată din satele Boholiubî (reședința), Bohușivka și Tarasove.

## Demografie
Componența lingvistică a satului Boholiubî
     Ucraineană (97,56%)
     Rusă (2,44%)
Conform recensământului din 2001, majoritatea populației satului Boholiubî era vorbitoare de ucraineană (97,56%), existând în minoritate și vorbitori de rusă (2,44%).